# Csizmadia János

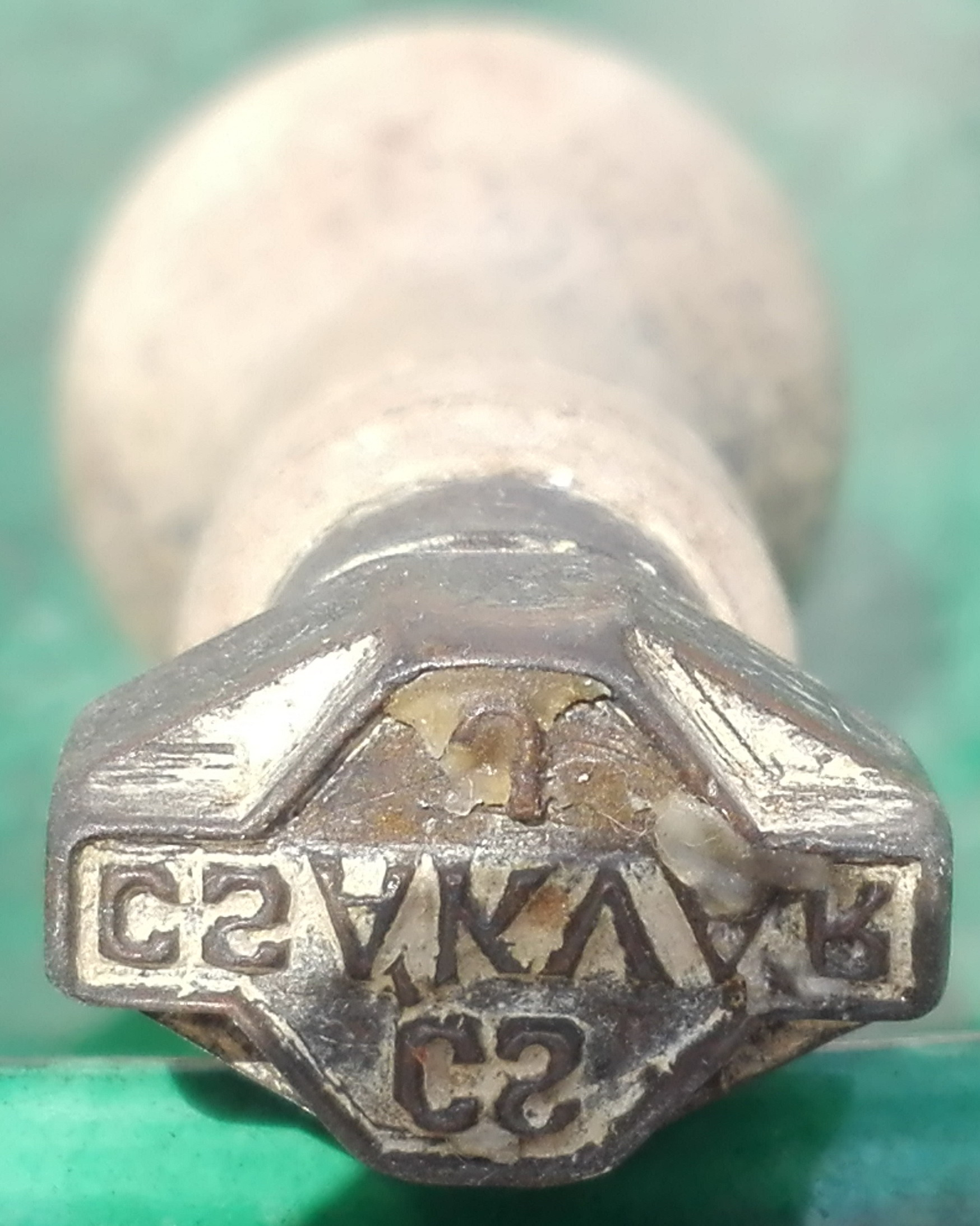
Csizmadia János pecsétnyomója

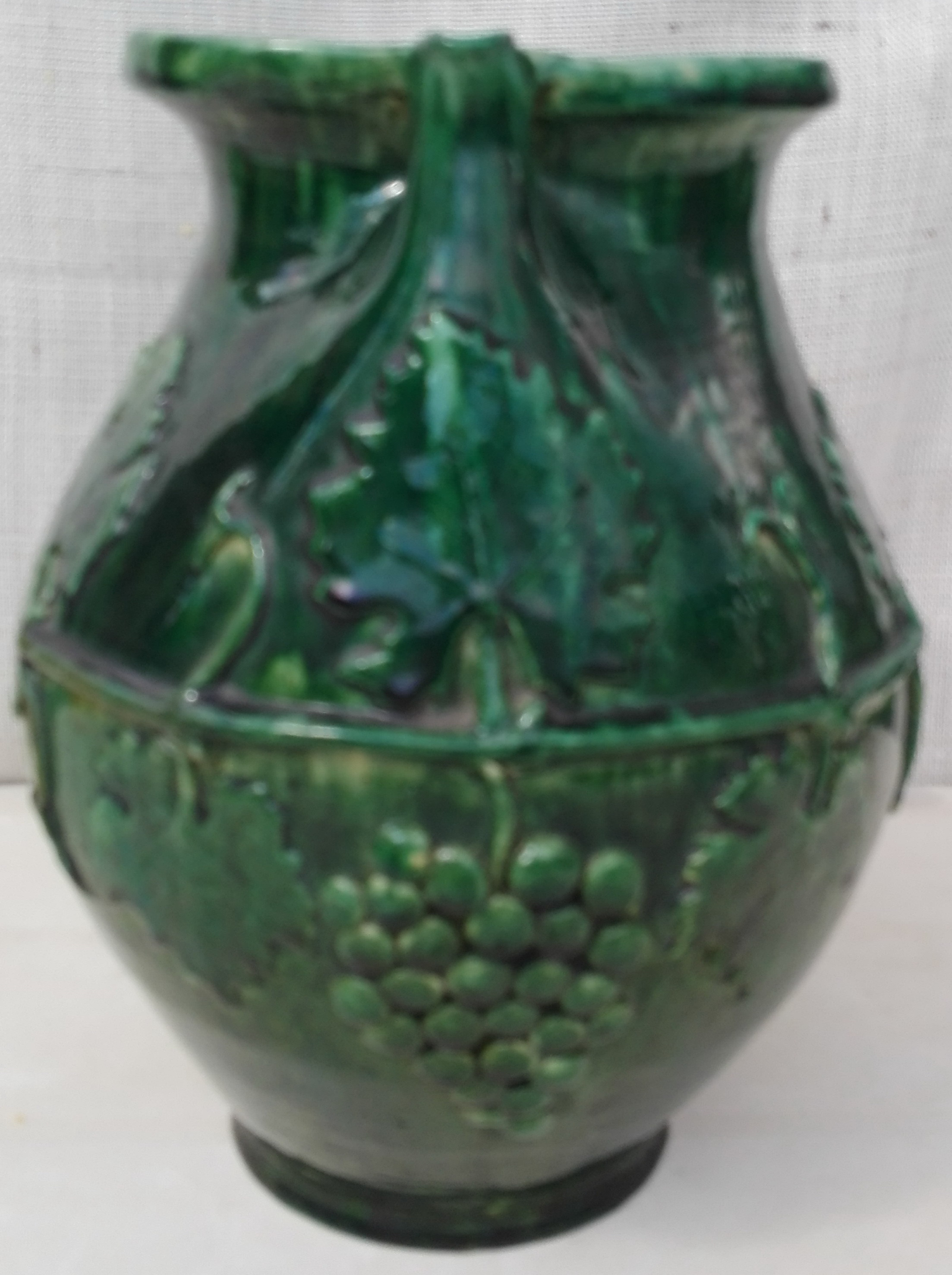
Szőlőmintás boros kancsó

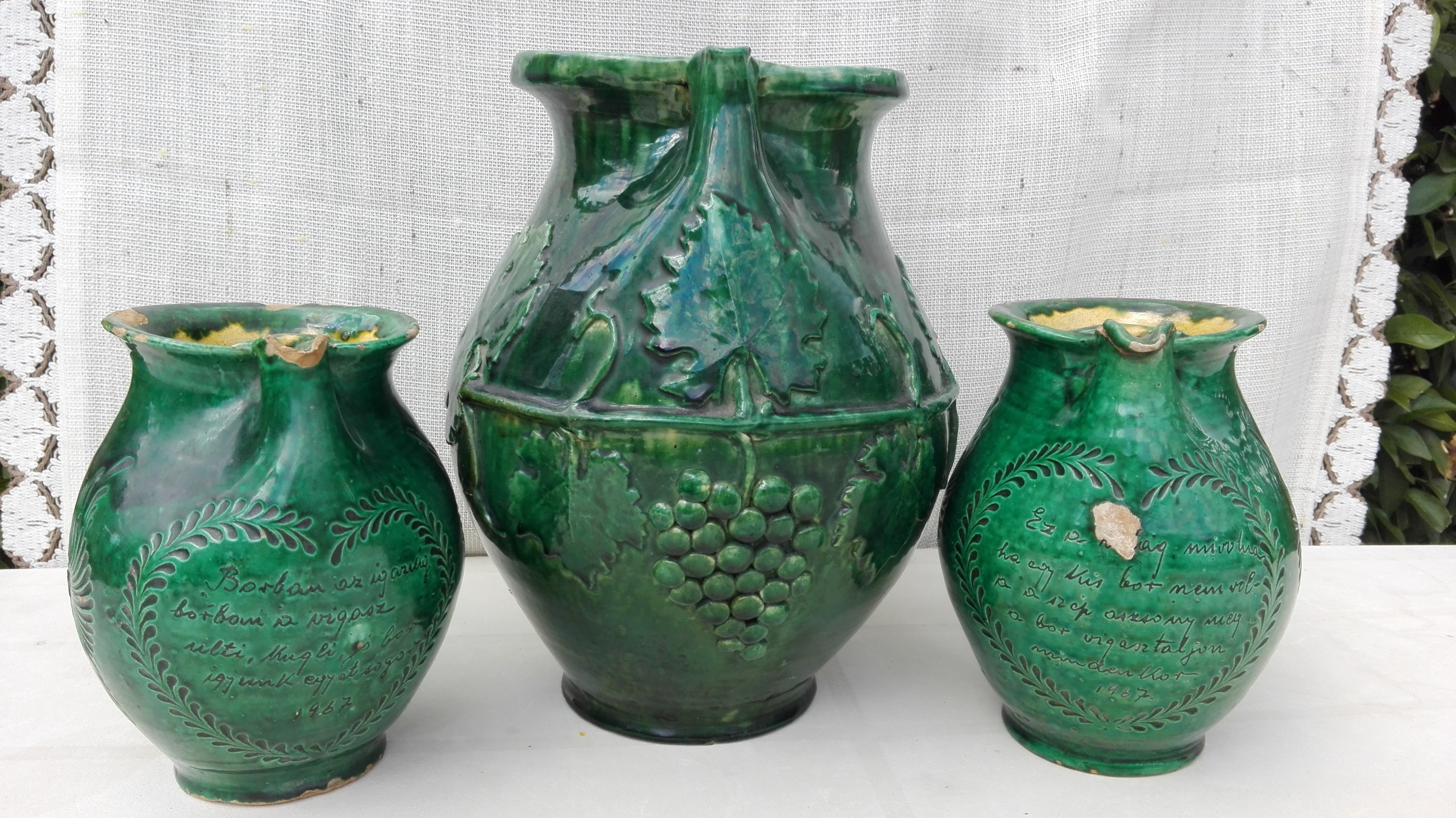
Boroskancsók

Csizmadia János (Csákvár, 1897. október 22. – Székesfehérvár, 1975) fazekas, a Népművészet Mestere. Édesanyja Móri Rozália, édesapja Csizmadia János volt.

## Pályafutása
Apai ágon a felmenői fazekasok voltak, ennek ellenére fiatal korában nem ezt a mesterséget tanulta ki.
- Villamoskalauzként dolgozott, amikor 1919. május 19-én lokomobilok és cséplőgépek – gőzgépek – okszerű kezelésére eredményes gépkezelő vizsgát tett a Budapesti Magyar Királyi Állami Felső Ipariskolában.
- 1919. augusztus 15-től 1920. február 15-ig Sesztakofszky József csákvári lakatos mesternél, mint „tanoncz” a lakatos mesterséget tanulta, jó minősítéssel.

1923. május 15-től 1925. február 15-ig gépkezelőként állt alkalmazásban a csákvári gazdaságnál, „ahol magát kifogástalanul viselte”. (GR. ESTERHÁZY GAZDASÁGI HIVATAL CSÁKVÁR)
- 1925. december 15-től 1927. június 14-ig Molnár Antal csákvári fazekas mester műhelyében „tanonci szakbavágó munkát végzett” és 1927. június 17-én a vizsgán „jó előmenetelt tanusított” és fazekas segédnek nyilvánították.
- 1938. november 28-tól 1939. január 23-ig a csákvári Ipartestület szervezésében fazekasipari tanfolyamon vett részt, melyet az 1939. március 30-án kelt bizonyítvány tanúsága szerint kiváló minősítéssel elvégzett.
- 1954. február 23-án a Népi Iparművészeti Tanács tevékenységét felülvizsgálta és népi iparművésznek elismerte.
- 1963. augusztus 17-én a NÉPMŰVÉSZET MESTERE kitüntetésben részesült.

A nagy fazekas múlttal rendelkező Csákváron élt es alkotott. E tájegységre a tűzálló főzőedények készítése volt a legjellemzőbb. Csizmadia János igyekezett formában és díszítésben magasabb színvonalú stílust kialakítani. Sok irányban kísérletezett és ezek közül néhány szép eredményt is hozott.
A plasztikus díszítést kedvelte. Kis kancsóit, tányérkáit szép vonalvezetésű karcolt mintával díszítette. Egyszerű formájú edényeket korongolt. Legszebbek plasztikusan díszített, egyszínű zöldmázas, vadszőlőleveles kancsói. Nem ritka azonban a zöld színű edények metszéssel való díszítése.
Alapító tagja volt a Népművészek Háziipari Szövetkezetének. Munkái közül több darab megtalálható, megtekinthető a Néprajzi Múzeumban. A fazekasság mellett kedvelt időtöltése volt a fotózás, a fényképezéstől a fénykép elkészítéséig.
Csizmadia János 1975-ben hunyt el Székesfehérváron.
A 2006. évi XXXVIII. törvény értelmében a Népművészet Mesterei felkerültek a magyar kulturális örökség nemzeti jegyzékébe. Így Fejér megyéből az alábbi személyek kerültek fel a nemzeti jegyzékbe:
|     | Év   | Név                            | Mesterség / műfaj           | Település      |
| 1.  | 1960 | Progli Ferenc                  | táncos                      | Mezőkomárom    |
| 2.  | 1963 | Csizmadia János                | fazekas                     | Csákvár        |
| 3.  | 1966 | Kálmán Gyula                   | fafaragó                    | Mezőkomárom    |
| 4.  | 1969 | Kovács Károly                  | mesemondó                   | Rácalmás       |
| 5.  | 1974 | Vass Kálmán                    | fazekas                     | Csákvár        |
| 6.  | 1975 | Fekti József                   | táncos                      | Alap           |
| 7.  | 1978 | Domak István                   | vessző, szalma és csuhéfonó | Pázmánd        |
| 8.  | 1978 | Ulicza Jánosné Bernáth Rozália | táncos                      | Alap           |
| 9.  | 1993 | id. Sallay László              | kovács                      | Sárosd         |
| 10. | 2002 | Gál János                      | fafaragó                    | Seregélyes     |
| 11. | 2011 | Párniczky Józsefné             | hímző                       | Székesfehérvár |